# Oecophylla
Oecophylla — рід мурашок підродини Formicinae, включає тропічні і субтропічні види, що спеціалізовані до мешкання на деревах.

## Поширення
Виділяють 2 сучасних види. Перший — Oecophylla longinoda — поширений на території тропічної Африки, а другий — Oecophylla smaragdina — трапляється у тропіках і субтропіках Південно-Східної Азії (у Таїланді, Малайзії, В'єтнамі, Індонезії, Новій Гвінеї) та Австралії. На європейському і американському континентах їх немає.

## Опис
Це досить великі комахи. Довжина тіла робочої особини становить близько 8-10 міліметрів. Забарвлення може змінюватись, все залежить від їх місця проживання. Так азійські мурахи мають зелене забарвлення, тому їх ще називають зеленими мурашками, але от їх грудка і ніжки забарвлені у коричневий колір. Іноді зустрічаються азійські види і з оранжево-червоним черевцем.

## Спосіб життя
Ці мурашки ведуть виключно деревний спосіб життя і на землю спускаються лише для того, щоб піднятися на нове дерево. Вони споруджують там великі і міцні гнізда, здатні витримати вагу 500000 мурашок, що живуть на ньому (стільки ж приблизно важить кішка середніх розмірів). На одному дереві може розташовувати кілька подібних гнізд.
Побудоване гніздо — це результат чіткої і злагодженої роботи декількох сотень або навіть тисячі мурашок. Так одна колонія може одночасно створити кілька десятків гнізд, розташованих неподалік один від одного. Основним склеюючим матеріалом у них служить клейка нитка, що виділяється їх личинками. На початку будівництва кілька сотень робочих мурах збираються у т. зв. «тягачі» — ланцюжки мурах, що зачепилися один за одного. Поки на одному кінці ланцюжка один з них тримає один край листа, інші притягують до нього край іншого. Завдяки спільним зусиллям декількох таких тягачів, краї листя з'єднуються. Потім за справу приймаються т. зв. "зклеювачі " — робочі мурашки, які акуратно тримають у своїх щелепах личинок. Спочатку вони прикладають їх до одного краю притягнутого аркуша, а потім до протилежного. При кожному зіткненні з листом, личинка випускає клейку нитку, яка після висихання стає дуже міцною.
Є досить агресивними і готові напасти на будь-якого, хто спробує зазіхнути на їх гніздо. Це в першу чергу стосується різних комах-шкідників, які люблять «нападати» на деревах цитрусових і какао, де найчастіше мурахи споруджують собі гнізда.
Незважаючи на те, що вся колонія може розташуватися у декількох гніздах, цариця у них все одно буде одна. Тривалість її життя може досягати 12 років і після її смерті гине все гніздо.

## Живлення
Oecophylla живляться не тільки солодким соком, виділеним попелицями, але також готові пополювати на інших комах, наприклад, шкідливих клопів.

## Використання людьми
Як самих мурашок, так і їх личинок місцеві жителі Таїланду та Індії, використовують для приготування їжі і як корм для домашніх птахів. З дорослих зелених мурах виготовляють особливу пасту, яка служить приправою до страви карі, а з їх личинок і яєць — тайський салат «уіт». Аборигени Австралії також вживають цих мурашок в їжу.